# Сосунов, Василий Николаевич
Василий Николаевич Сосунов (1 (14) января 1901, Самарканд, Самаркандская область , Российская Империя — 28 июля 1980, Ленинград, РСФСР, СССР) — советский учёный, лауреат Сталинской премии, Заслуженный деятель науки и техники РСФСР.

## Биография
С осени 1917 г. по февраль 1919 г. учился в Томском технологическом институте.
Активный участник Гражданской войны и установления советской власти в Сибири и на Дальнем Востоке.
С осени 1919 г. работал на колчаковской радиостанции в Охотске, поддерживал тесную связь с большевистским подпольным ревкомом. После разгрома Колчака — комиссар Охотской радиостанции, член Охотского военревкома и уездного Совета.
С мая 1920 г. в Рабоче-крестьянской Красной армии красноармеец, инструктор 3-й радиобазы.
В 1921—1923 гг. начальник авторадиостанции штаба 5-й армии и ВСВО, г. Иркутск.
В 1923—1927 гг. помощник командира 4-го отдельного радиобатальона СибВО.
В 1927—1931 гг. командир 3-го отдельного радиобатальона УВО.
В 1934 г. окончил в Ленинграде Военную академию связи, занимался там же преподавательской и научно-исследовательской деятельностью.
В 1942—1944 гг. Начальник лаборатории новых разработок завода № 2 Наркомата Обороны СССР, инженер-полковник.
С 1944 г. главный инженер — заместитель начальника Научно-испытательный институт Красной армии по радиосредствам, который в 1947 году был реорганизован в ЦНИИИС ВС.
С 1947 г. заместитель главного конструктора проекта «Диск-Рубин».
В 1950—1954 гг. Начальник кафедры вышей офицерской школы связи.
В 1954—1966 гг. Начальник кафедры военной академии связи (Ленинград).

## Книги
- Радиопередающие устройства: (Усилители мощности. Возбудители): [Учебник] / Н. С. Бесчастнов и В. Н. Сосунов. — Л.: Изд. Воен. электротехн. Акад. Красной армии им. С. М. Будённого, 1941. — 583 с., 1 л. табл.
- Генераторные пентоды и их применение в усилителях мощности [Текст] / В. Н. Сосунов. — Ленинград: Воен. электротехн. акад. РККА, 1938. — 87 с.: ил.; 26 см.
- Сосунов, Василий Николаевич. Некоторые методы измерения уровней помех и сигналов на входе приемника на группе частот [Текст] / Воен. Краснознам. акад. связи. Кафедра № 31. — Ленинград: [б. и.], 1965. — 11 с., 8 л. ил.; 28 см.

## Награды
Сталинская премия 1950 г. — за участие в разработке радиорелейной станции С-400.
Заслуженный деятель науки и техники РСФСР (1951).